# 王心宜
王心宜（1983年2月20日—)，台灣模特兒。

## MTV演出
- 林佑威：喜歡
- 張智成：很想你
- 吳克群：把心拉近

## 電視廣告
- 肯德基
- 御茶園
- SUZUKI汽車
- 統一富提那果汁
- 崑山科技大學形象篇
- 古道彩茶姑娘(檸檬)
- 維士比飲料
- 台灣觀光局台灣茶-於日本播出
- 和信電信哈拉900
- 絲逸歡直髮慕絲

## 平面廣告
- LOREAL 2002 秋冬國際版髮型雜誌
- 網拍白鳥麗子
- h20
- coco
- motorla獨家報導
- 好樂迪
- 獨家報導
- 漂亮寶貝
- 愛女生

## 外部連結
- 王心宜官方粉絲團的Facebook專頁
- 王心宜的Instagram帳戶
- 王心宜在互联网电影资料库（IMDb）上的資料（英文）
- 王妞 無名小站